# Lotti Latrous
Liselotte «Lotti» Latrous (* 1953 in Dielsdorf) ist eine Schweizer Entwicklungshelferin.

## Leben
Lotti Latrous wuchs in Regensberg mit zwei Geschwistern auf. Nach einem Haushaltsjahr in Zürich ging die 17-jährige nach Genf um Französisch zu lernen. Nach drei Monaten lernte sie in einem Café den späteren Nestlé-Direktor Aziz Latrous kennen. Sie heirateten und haben gemeinsam drei Kinder. Durch die Arbeit ihres Mannes kam sie mit ihren drei Kindern in der ganzen Welt herum und liess sich schliesslich in Abidjan nieder, der früheren Hauptstadt der Elfenbeinküste.
Nach zwei Jahren begann sie in einem Krankenhaus zu arbeiten. Das Elend, das sie antraf veranlasste sie, ein eigenes Ambulatorium in Adjouffou zu bauen. 2002 realisierte sie ein weiteres Projekt und stand fortan auch einem Sterbespital vor. Im Februar 2006 eröffnete sie ein Mütter- und Kinderheim.
2002 wurde Lotti Latrous mit dem Adele-Duttweiler-Preis geehrt, und im Januar 2005 wurde sie in ihrer Heimat zur Schweizerin des Jahres 2004 gewählt. 2009 erhielt sie den Elisabeth-Norgall-Preis.
Im Juni 2012 gab die Lotti-Latrous-Stiftung bekannt, dass Lotti Latrous aus gesundheitlichen Gründen die Leitung ihrer Projekte in der Elfenbeinküste aufgeben wird. Sie kehrte in die Schweiz zurück, um ihre Lungenprobleme zu behandeln und keine weitere Verschlechterung ihrer Lungenfunktion zu riskieren. Sie bleibt Stiftungspräsidentin.
2014 kehrte Lotti Latrous teilweise zurück zu ihren Slum-Projekten in Adjouffou. Alle zwei Monate darf sie für einen Monat ihre Arbeit ausführen. Zwischendurch braucht sie immer Auszeiten in der Schweiz, um ihre Gesundheit nicht zu sehr zu beanspruchen.
Die Slums in Abidjan mussten einem Flughafen weichen, sie zog daher mit ihren Zentren nach Grand-Bassam. Die Eröffnung erfolgte im Jahr 2017.
Im Jahr 2019 veröffentlichte sie ihre Autobiografie. Im Winter 2020 stellte sie mit ihrem Mann im benachbarten Gelände das Dörfchen Ayobâ L’Espoir («Guten Tag, Hoffnung») fertig. Es besteht aus 13 Sandsteinhäuschen mit Dächern aus Stroh und Zement, einem Innenhof und Palmen. Darin wohnen sechs Betagte und fünf jüngere Beeinträchtigte sowie eine ganze Familie.

## Auszeichnungen
- 2002: Adele-Duttweiler-Preis
- 2005: Schweizerin des Jahres 2004 an den Swiss Awards
- 2009: Elisabeth-Norgall-Preis
- 2022: Friedenspreis-Trägerin des Pahl Peace Prize in Liechtenstein[11]

## Film
- Egoïste: Lotti Latrous bei IMDb
- Stephan Anspichler: Egoïste. Kinofilm über Lotti Latrous, 2007.
- Lotti Latrous. Starke  Frau  zwischen  Kulturen und Fronten. In: Berg und Geist, 3sat, 2005.
- Hanspeter Bäni: Oase im Elend. Lotti Latrous im Slum von Abidjan. SRF 1, DOK, 2009 (41 min).
- Lotti Latrous – Ein Engel aus der Schweiz. In: gesundheitheute, SRF 1, 2012 (24 min).
- Hanspeter Bäni: Lotti Latrous – Ein Leben für die Armen. In: SRF 1, 8. Juni 2022.